# Asplenium mayi
Asplenium mayi là một loài dương xỉ trong họ Aspleniaceae. Loài này được ht.May, Gard. mô tả khoa học đầu tiên năm 1894.
Danh pháp khoa học của loài này chưa được làm sáng tỏ. 